# 日高振興局
日高振興局（日语：／ Hidaka shinkōkyoku */?），為日本北海道道央地方的振興局，設於浦河町。

## 历史
- 1897年11月：設置浦河支廳，下轄原日高國沙流郡、新冠郡、靜內郡、三石郡、浦河郡、樣似郡、幌泉郡。[1]
- 1922年8月1日：浦河支廳改名為日高支廳。
- 2010年4月1日：北海道廢除支廳，改設為日高振興局。

## 管轄範圍

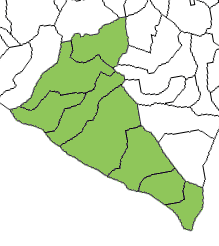
日高振興局管轄範圍

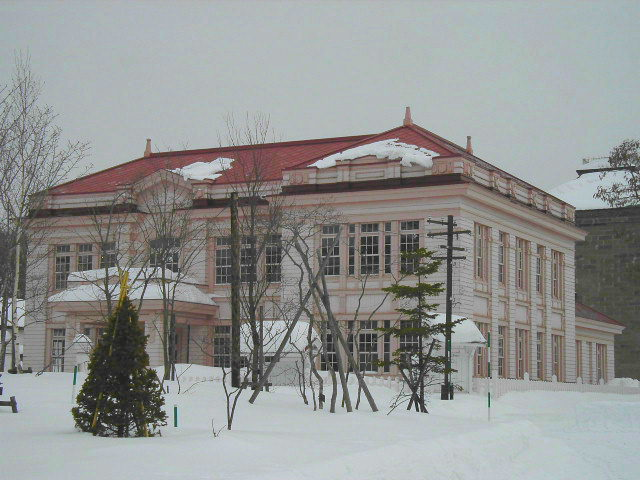
興建於1919年的浦河支廳廳舎，現已遷移至北海道開拓村。

- 沙流郡：日高町、平取町
- 新冠郡：新冠町
- 日高郡：新日高町
- 浦河郡：浦河町
- 樣似郡：樣似町
- 幌泉郡：襟裳町